# Jan Nedvídek
Jan Nedvídek (22. února 1843 Počátky – 11. srpna 1891 Počátky) byl rakouský podnikatel a politik české národnosti z Čech, poslanec Českého zemského sněmu.

## Biografie
Vystudoval německou nižší reálnou školu v Jihlavě a pak českou vyšší reálku v Praze. V roce 1861 po jeden rok studoval národohospodářství na pražské polytechnice. Pak pracoval v otcově soukenické firmě. Později byl účetním v záložně. Roku 1871 zakoupil bývalou Landfrassovu tiskárnu v Táboře. Od roku 1872 vydával týdeník Český jih, do kterého i přispíval. Roku 1883 se stal členem obecního zastupitelstva a rady. Publikoval práce v oboru národohospodářství. Od roku 1884 zasedal v obchodní a živnostenské komoře v Českých Budějovicích. Zasloužil se o vítězství českého bloku v komoře roku 1883.
V 80. letech se zapojil i do vysoké politiky. V doplňovacích zemských volbách v září 1887 byl zvolen na Český zemský sněm, kde zastupoval kurii obchodních a živnostenských komor, obvod Budějovice. Nahradil poslance Františka Lobkowicze. Poslanecké kariéry se vzdal kvůli těžké oční nemoci.

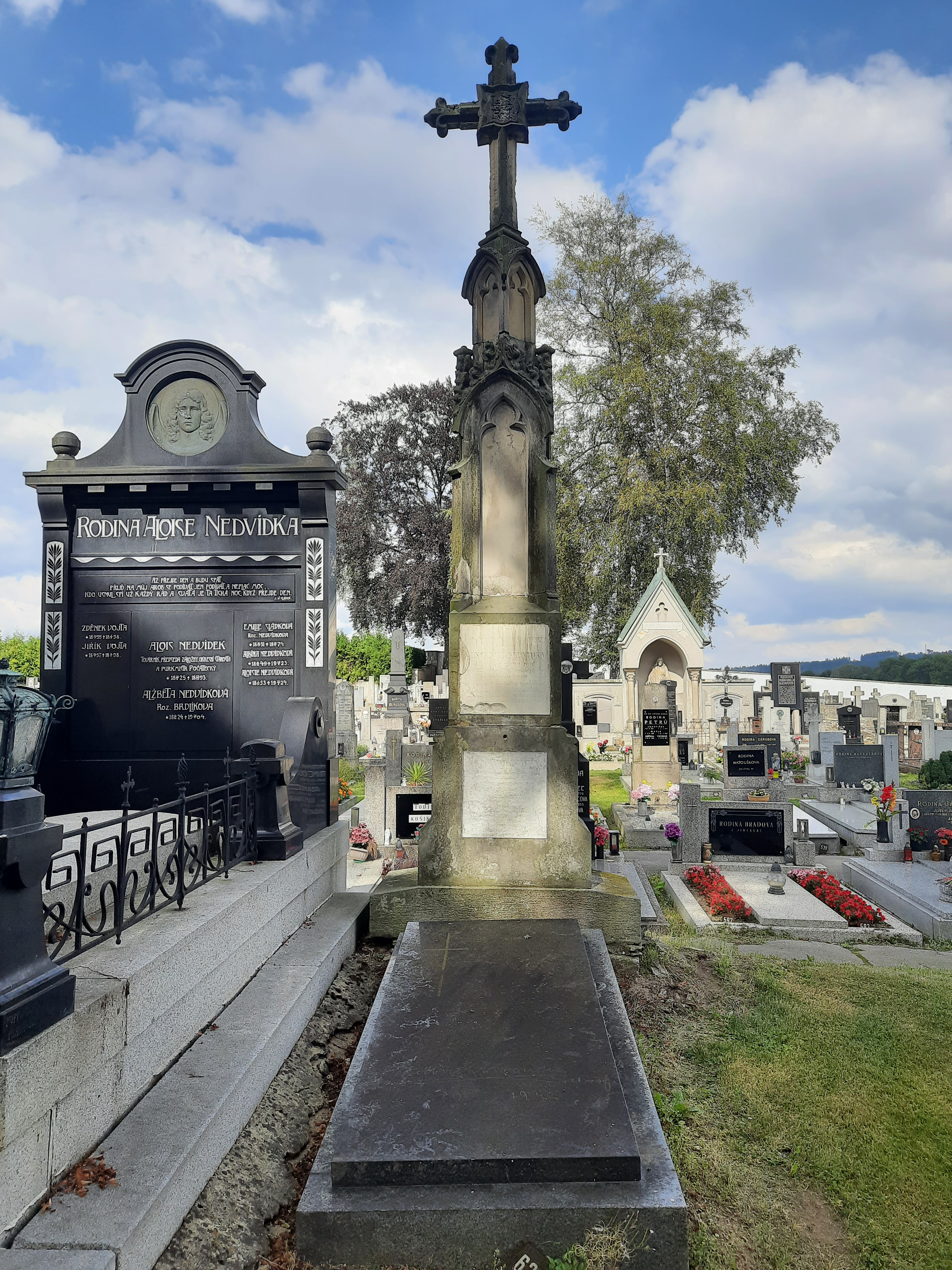
Hrob Vincenta a Jana Nedvídkových na hřbitově v Počátkách

Zemřel v srpnu 1891. Od jara 1891 trpěl vážnou chorobou, kvůli které se krátce před smrtí odebral na léčení do lázní svaté Kateřiny. Pohřben byl na městském hřbitově v Počátkách.